# استاریه کاراشیدی
استاریه کاراشیدی (انگلیسی: Staryye Karashidy) یک شهرک در شهرستان ایگلینسکی استان باشقیرستان کشور روسیه است.